# Takeya Mizugaki
Takeya Mizugaki (Ibaraki, 16 de dezembro de 1983) é um lutador japonês de artes marciais mistas, atualmente compete no peso-galo do Ultimate Fighting Championship.

## Carreira no MMA
Mizugaki começou sua carreira nas artes marciais mistas competindo em promoções japonesas do Shooto e Cage Force. Ele foi o Novato do Shooto do Ano de 2003 e vencedro do Torneio Peso Galo do Cage Force.

### World Extreme Cagefighting
Mizugaki fez sua estréia no World Extreme Cagefighting em 5 de Abril de 2009 contra o Miguel Torres no WEC 42 pelo Cinturão Peso Galo do WEC e perdeu por decisão unânime em cinco rounds; ele foi o primeiro à lutar todos os cinco rounds com Torres. Ele enfrentou Jeff Curran em 9 de Agosto de 2009 no WEC 42, ele venceu por decisão.
Mizugaki era esperado para enfrentar Damacio Page em 19 de Dezembro de 2009 no WEC 45, mas Page foi forçado a se retirar do card com uma lesão. Mizugaki então enfrentou Scott Jorgensen e perdeu por decisão unânime.
Mizugaki enfrentou o brasileiro Rani Yahya em 24 de Abril de 2010 no WEC 48. Ele venceu por decisão unânime.
Mizugaki era esperado para enfrentar o ex-Campeão Peso Pena do WEC Urijah Faber, que faria sua estréia no Peso Galo, em 18 de Agosto de 2010 no WEC 50. Porém, Faber foi forçado a se retirar do card com uma lesão. Com isso, Mizugaki foi tirado do evento.
Mizugaki foi derrotado por Faber por finalização no primeiro round em 11 de Novembro de 2010 no WEC 52. Mizugaki mostrou uma boa defesa de quedas., mas foi atordoado com socos no final do primeiro round, com isso Faber foi para as costas. Depois Faber encaixou um mata leão e Mizugaki se recusou a bater e ficou inconsciente, obrigando o árbitro a interromper a luta.

### Ultimate Fighting Championship
Em Outubro de 2010, o World Extreme Cagefighting fundiu-se com o Ultimate Fighting Championship. Como parte da fusão, os lutadores do WEC transferiram-se para o UFC.
Mizugaki era esperado para enfrentar Francisco Rivera em 3 de Março de 2011 no UFC Live: Sanchez vs. Kampmann. Porém, Rivera foi obrigado à se retirar da luta com uma lesão, e foi substituído pelo estreante no UFC Reuben Duran. Mizugaki derrotou Duran por decisão dividida.
Mizugaki enfrentou Brian Bowles em 2 de Julho de 2011 no UFC 132. Ele perdeu por decisão unânime.
Mizugaki enfrentou Cole Escovedo em 24 de Setembro de 2011 no UFC 135. Mizugaki utilizou seu boxe para derrotar Escovedo aos 4:30 do segundo round por nocaute técnico.
Mizugaki enfrentou Chris Cariaso em 26 de Fevereiro de 2012 no UFC 144. Cariaso derrotou Mizugaki por uma controversa decisão unânime. Mesmo com a derrota, o presidente do UFC Dana White disse que Mizugaki venceu a luta e foi constatado na conferência pós-luta que ele foi pago como bônus de vitória.
Mizugaki era esperado para enfrentar Jeff Hougland em 1 de Setembro de 2012 no UFC 151. Porém, após o UFC 151 ser cancelado, Mizugaki/Hougland foi remarcada e aconteceu em 10 de Novembro de 2012 no UFC on Fuel TV: Franklin vs. Le. Mizugaki venceu a luta por decisão unânime.
Mizugaki enfrentou Bryan Caraway em 3 de Março de 2013 no UFC on Fuel TV: Silva vs. Stann. Ele venceu a luta por decisão dividida, dois dos juízes deram para ele o primeiro e o terceiro round. Essa foi a primeira vez que Mizugaki conseguiu duas vitórias seguidas desde 2008.
Mizugaki enfrentou Erik Perez em 28 de Agosto de 2013 no UFC Fight Night: Condit vs. Kampmann II e emplacou sua terceira vitória seguida, por decisão dividida.
Mizugaki enfrentou o estreante na categoria dos galos Nam Phan em 6 de Dezembro de 2013 no UFC Fight Night: Hunt vs. Pezão. Mizugaki dominou a luta durante os três rounds, quase nocauteando Phan algumas vezes e vencendo por decisão unânime.
Mizugaki era esperado para enfrentar T.J. Dillashaw em 24 de Maio de 2014 no UFC 173. Porém, após uma lesão no evento principal, Dillashaw foi movido para a disputa do Cinturão Peso Galo do UFC no mesmo evento. Seu substituto foi Francisco Rivera. Mizugaki venceu a luta por decisão unânime.
Mizugaki enfrentou o ex-campeão da divisão, Dominick Cruz em 27 de Setembro de 2014 no UFC 178. Ele foi derrotado de forma impiedosa em um minuto de luta, por nocaute técnico.
Mizugaki enfrentou Aljamain Sterling em 18 de Abril de 2015 no UFC on Fox: Machida vs. Rockhold. Ele foi derrotado por finalização no terceiro round.
Mizugaki enfrentou George Roop em 27 de Setembro de 2015 no UFC Fight Night: Barnett vs. Nelson. Mizugaki venceu o combate por decisão unânime.
Mizugaki foi escalado para enfrentar o americano Cody Garbrandt em 20 de Agosto de 2016 no UFC 202: Diaz vs. McGregor II.

## Cartel no MMA
| Cartel no MMA   |             |             |
| 34 lutas        | 21 vitórias | 11 derrotas |
| Por nocaute     | 5           | 4           |
| Por finalização | 1           | 2           |
| Por decisão     | 15          | 5           |
| Empates         | 2           | 2           |

| Res.    | Cartel  | Oponente           | Método                              | Evento                                  | Data       | Round | Tempo | Local                  | Notas                                         |
| ------- | ------- | ------------------ | ----------------------------------- | --------------------------------------- | ---------- | ----- | ----- | ---------------------- | --------------------------------------------- |
| Derrota | 21-11-2 | Eddie Wineland     | Nocaute Técnico (socos)             | UFC on Fox: VanZant vs. Waterson        | 17/12/2016 | 1     | 3:04  | Sacramento, California |                                               |
| Derrota | 21-10-2 | Cody Garbrandt     | Nocaute Técnico (socos)             | UFC 202: Diaz vs. McGregor II           | 20/08/2016 | 1     | 0:48  | Las Vegas, Nevada      |                                               |
| Vitória | 21-9-2  | George Roop        | Decisão (unânime)                   | UFC Fight Night: Barnett vs. Nelson     | 27/09/2015 | 3     | 5:00  | Saitama                |                                               |
| Derrota | 20-9-2  | Aljamain Sterling  | Finalização (katagatame)            | UFC on Fox: Machida vs. Rockhold        | 18/04/2015 | 3     | 2:11  | Newark, New Jersey     |                                               |
| Derrota | 20-8-2  | Dominick Cruz      | Nocaute Técnico (socos)             | UFC 178: Johnson vs. Cariaso            | 27/09/2014 | 1     | 1:01  | Las Vegas, Nevada      |                                               |
| Vitória | 20-7-2  | Francisco Rivera   | Decisão (unânime)                   | UFC 173: Barão vs. Dillashaw            | 24/05/2014 | 3     | 5:00  | Las Vegas, Nevada      |                                               |
| Vitória | 19-7-2  | Nam Phan           | Decisão (unânime)                   | UFC Fight Night: Hunt vs. Pezão         | 06/12/2013 | 3     | 5:00  | Brisbane               |                                               |
| Vitória | 18-7-2  | Erik Perez         | Decisão (dividida)                  | UFC Fight Night: Condit vs. Kampmann II | 28/08/2013 | 3     | 5:00  | Indianapolis, Indiana  |                                               |
| Vitória | 17–7–2  | Bryan Caraway      | Decisão (dividida)                  | UFC on Fuel TV: Silva vs. Stann         | 03/03/2013 | 3     | 5:00  | Saitama                |                                               |
| Vitória | 16–7–2  | Jeff Hougland      | Decisão (unânime)                   | UFC on Fuel TV: Franklin vs. Le         | 10/11/2012 | 3     | 5:00  | Cotai                  |                                               |
| Derrota | 15–7–2  | Chris Cariaso      | Decisão (unânime)                   | UFC 144: Edgar vs. Henderson            | 26/02/2012 | 3     | 5:00  | Saitama                |                                               |
| Vitória | 15–6–2  | Cole Escovedo      | Nocaute Técnico (socos)             | UFC 135: Jones vs. Rampage              | 24/09/2011 | 2     | 4:30  | Denver, Colorado       |                                               |
| Derrota | 14–6–2  | Brian Bowles       | Decisão (unânime)                   | UFC 132: Cruz vs. Faber                 | 02/07/2011 | 3     | 5:00  | Las Vegas, Nevada      |                                               |
| Vitória | 14–5–2  | Reuben Duran       | Decisão (dividida)                  | UFC Live: Sanchez vs. Kampmann          | 03/03/2011 | 3     | 5:00  | Louisville, Kentucky   |                                               |
| Derrota | 13–5–2  | Urijah Faber       | Finalização Técnica (mata leão)     | WEC 52: Faber vs. Mizugaki              | 11/11/2010 | 1     | 4:50  | Las Vegas, Nevada      |                                               |
| Vitória | 13–4–2  | Rani Yahya         | Decisão (unânime)                   | WEC 48: Aldo vs. Faber                  | 24/04/2010 | 3     | 5:00  | Sacramento, California |                                               |
| Derrota | 12–4–2  | Scott Jorgensen    | Decisão (unânime)                   | WEC 45: Cerrone vs. Ratcliff            | 19/12/2009 | 3     | 5:00  | Las Vegas, Nevada      | Luta da Noite                                 |
| Vitória | 12–3–2  | Jeff Curran        | Decisão (dividida)                  | WEC 42: Torres vs. Bowles               | 09/08/2009 | 3     | 5:00  | Las Vegas, Nevada      |                                               |
| Derrota | 11–3–2  | Miguel Torres      | Decisão (unânime)                   | WEC 40: Torres vs. Mizugaki             | 05/04/2009 | 5     | 5:00  | Chicago, Illinois      | Pelo Cinturão Peso Galo do WEC; Luta da Noite |
| Vitória | 11–2–2  | Masahiro Oishi     | Nocaute Técnico (socos)             | GCM: Cage Force 9                       | 06/12/2008 | 2     | 0:57  | Tóquio                 | Ganhou o Título Peso Galo do Cage Force       |
| Vitória | 10–2–2  | Daisuke Endo       | Finalização (mata leão)             | GCM: Cage Force 8                       | 27/09/2008 | 1     | 4:34  | Tóquio                 |                                               |
| Vitória | 9–2–2   | Daichi Fujiwara    | Nocaute (soco)                      | GCM: Cage Force 7                       | 22/06/2008 | 1     | 2:38  | Tóquio                 |                                               |
| Vitória | 8–2–2   | Seiji Ozuka        | Decisão (unânime)                   | GCM: Cage Force 5                       | 01/12/2007 | 2     | 5:00  | Tóquio                 |                                               |
| Vitória | 7–2–2   | Kentaro Imaizumi   | Decisão (unânime)                   | GCM: Cage Force 4                       | 08/09/2007 | 3     | 5:00  | Tóquio                 |                                               |
| Empate  | 6–2–2   | Masakatsu Ueda     | Empate                              | Shooto: Back To Our Roots 4             | 15/07/2007 | 3     | 5:00  | Tóquio                 |                                               |
| Derrota | 6–2–1   | Atsushi Yamamoto   | Decisão (unânime)                   | Shooto: Back To Our Roots 1             | 17/02/2007 | 3     | 5:00  | Yokohama               |                                               |
| Derrota | 6–1–1   | Kenji Osawa        | Nocaute Técnico (socos e joelhadas) | Shooto 2006: 11/10 in Korakuen Hall     | 10/11/2006 | 2     | 0:59  | Tóquio                 |                                               |
| Empate  | 6–0–1   | Ryota Matsune      | Empate                              | Shooto 2006: 7/21 in Korakuen Hall      | 21/07/2006 | 3     | 5:00  | Tóquio                 |                                               |
| Vitória | 6–0     | Takamaro Watari    | Nocaute Técnico (socos)             | Shooto: The Devilock                    | 12/05/2006 | 1     | 3:49  | Tóquio                 |                                               |
| Vitória | 5–0     | Tetsu Suzuki       | Decisão (unânime)                   | Shooto: 12/17 in Shinjuku FACE          | 17/12/2005 | 2     | 5:00  | Tóquio                 |                                               |
| Vitória | 4–0     | Teriyuki Matsumoto | Nocaute (soco)                      | Shooto 2005: 11/6 in Korakuen Hall      | 06/11/2005 | 1     | 0:13  | Tóquio                 |                                               |
| Vitória | 3–0     | Shin Kato          | Decisão (majoritária)               | Shooto: 9/23 in Kitazawa Town Hall      | 23/09/2005 | 2     | 5:00  | Tóquio                 |                                               |
| Vitória | 2–0     | Naoki Yahagi       | Decisão (unânime)                   | Shooto: 6/3 in Kitazawa Town Hall       | 03/06/2005 | 2     | 5:00  | Tóquio                 |                                               |
| Vitória | 1–0     | Satoshi Yamashita  | Decisão (unânime)                   | Shooto: 2/6 in Kitazawa Town Hall       | 06/02/2005 | 2     | 5:00  | Tóquio                 |                                               |